# Guolnur, Afzalpur
Guolnur là một làng thuộc tehsil Afzalpur, huyện Gulbarga, bang Karnataka, Ấn Độ.